# Sun Yu (Dynastie Han)
 (décembre 2018).
Si vous disposez d'ouvrages ou d'articles de référence ou si vous connaissez des sites web de qualité traitant du thème abordé ici, merci de compléter l'article en donnant les références utiles à sa vérifiabilité et en les liant à la section « Notes et références ».
Sun Yu (né en 177, mort en 215 ; prénom social Zhongyi (仲異)) était le second fils de Sun Jing et un cousin du seigneur de guerre Sun Quan à la fin de la Dynastie Han de l'histoire de la Chine. Quand Zhou Yu attaqua la province de Jing au prétexte d'envahir la province Yi, Sun Quan ordonna à Sun Yu de fondre son armée avec celle de Zhou Yu.